# Katja Langkeit
Katja Langkeit (ur. 22 listopada 1983 w Rostocku) – niemiecka piłkarka ręczna, reprezentantka kraju, lewoskrzydłowa. Obecnie występuje w Bundeslidze, w drużynie Buxtehuder SV.

## Sukcesy
- mistrzostwo Niemiec  (2005, 2006)
- puchar Niemiec  (2006)